# ادیسون رود (تگزاس)
ادیسون رود (به انگلیسی: Eidson Road) یک منطقهٔ مسکونی در ایالات متحده آمریکا است که در شهرستان ماوریک، تگزاس واقع شده‌است. ادیسون رود ۱۹٫۴ کیلومتر مربع مساحت و ۹٬۳۴۸ نفر جمعیت دارد و ۲۲۹ متر بالاتر از سطح دریا واقع شده‌است.